# II. János liechtensteini herceg
II. János vagy Jó János (Johann Maria Franz Placidus von und zu Liechtenstein) (Eisgrub, 1840. október 5. – Valtice, 1929. február 11.) Liechtenstein hercege 1858 és 1929 között. Hetven évig állt országa élén, ebben az európai uralkodók közül csak XIV. Lajos francia király és II. Erzsébet brit királynő múlta felül.

## Élete

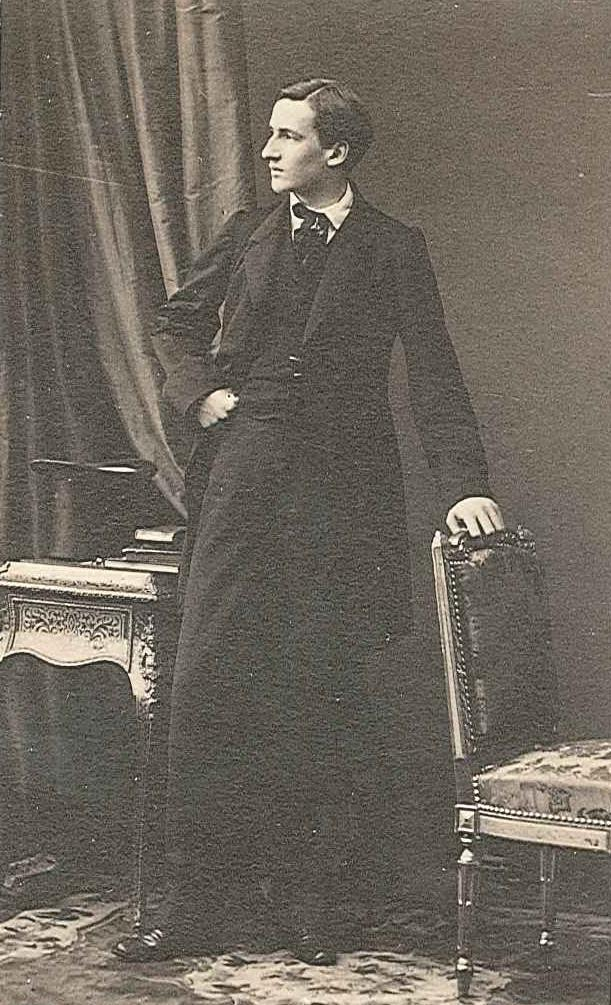
II. János húszévesen

János 1840. október 5-én született a morvaországi Eisgrubban II. Alajos liechtensteini herceg és felesége, Franziska Kinsky von Wchinitz und Tettau hatodik gyermekeként (és első fiaként). Kiváló oktatást kapott, magántanárok tanították, majd a Bonni Egyetemre járt és Karlsruhében műszaki tanulmányokat végzett. Iskoláit azonban nem fejezhette be, mert tizennyolc éves korában apja meghalt és megörökölte a Liechtensteini hercegséget és a család morvaországi és sziléziai birtokait. Húszéves koráig anyja játszotta a régens szerepét. János beutazta Európát, gyarapította a család híres műgyűjteményét és támogatta a botanikai, régészeti és földrajzi tudományokat. 1859-ben meglátogatta a Liechtensteini hercegséget is (ami nem volt magától értetődő, apja volt az első uralkodó herceg aki így tett és ő is csak két alkalommal) és előírta a 14 éves korig tartó kötelező oktatást. 1862. szeptember 26-án aláírta a hercegség új alkotmányát, amely jelentős politikai jogokat adott az állampolgároknak. Ugyanebben az évben felvették az Aranygyapjas rendbe, ő volt a rend 987. lovagja. 1863-ban részt vett a Német Szövetség uralkodóinak frankfurti gyűlésén, bár szinte már betegesen visszahúzódó és emberkerülő természetű volt. 1866-ban az osztrák-porosz háború kitörésekor mobilizálták a liechtensteini haderőt is, de ez volt az utolsó ilyen alkalom; két évvel később a herceg az egész hadsereget feloszlatta, mint szükségtelen intézményt.
Az 1871-es német egyesüléskor az Ausztria és Svájc közé szorult, hagyományosan osztrák irányultságú Liechtenstein független maradt.
II. János modernizálta elmaradott, mezőgazdaságból élő hercegségét. 1869-ben távíróval kötötték össze az országot a külvilággal. 1887-ben bevezették a vasutat, 1898-ban pedig a telefont. 1905 és 1912 között a leromlott állapotú vaduzi várkastélyt renoválták és kibővítették.
Az első világháborúban Liechtenstein semlegesnek nyilvánította magát. A Monarchia szétesése után (ami során a morvaországi családi birtokok Csehszlovákiába kerültek) a herceg 1919-ben felbontotta az Ausztriával még 1852-ben kötött vámegyezményt. II. János a 81. születésnapján, 1921. október 5-én aláírta az ország új alkotmányát, amely kisebb változtatásokkal ma is érvényben van. A külpolitikában Ausztria helyett inkább Svájc felé fordult, 1923-ban vámuniót kötöttek, 1924-ben pedig a svájci frankot vezették be hivatalos fizetőeszközként a korábbi osztrák valuta helyett.
II. János 1929. február 11-én halt meg az akkor már Csehszlovákiához tartozó valticei kastélyában, 88 éves korában. Mivel gyermeke nem született, a hercegséget öccse, I. Ferenc örökölte. 

## Személyisége
II. János visszahúzódó természetű volt, egész életében kerülte a társasági eseményeket és a családi hagyományokkal ellentétben nem vállalt szerepet az osztrák császári udvarban vagy a hadseregben. Nem is házasodott meg. Népe mégis Jó Jánosként emlékszik rá, mert nagyvonalúan támogatta a kulturális és tudományos életet, templomokat építtetett, adakozott a múzeumoknak, restauráltatta a középkori várkastélyokat és jó ízléssel gyarapította a Liechtenstein-család művészeti gyűjteményét.

## Fordítás
- Ez a szócikk részben vagy egészben  a   Johann II. (Liechtenstein) című német Wikipédia-szócikk ezen változatának fordításán alapul.  Az eredeti cikk szerkesztőit annak laptörténete sorolja fel. Ez a jelzés csupán a megfogalmazás eredetét és a szerzői jogokat jelzi, nem szolgál a cikkben szereplő információk forrásmegjelöléseként.

| Előző uralkodó: II. Alajos | Liechtenstein hercege 1858 - 1929 | Következő uralkodó: I. Ferenc |